# Zaułek Piątkowski
Zaułek Piątkowski – budynek mieszkalno-usługowy zlokalizowany na Winiarach w Poznaniu, przy ul. Piątkowskiej 112/116. Laureat architektonicznej Nagrody Jana Baptysty Quadro za najlepiej zaprojektowany i zrealizowany obiekt architektoniczny, oddany do użytku w 2005 w Poznaniu.
Projektantem była pracownia ASCA (Wojciech i Henryk Marcinkowscy). Budynek łączy w sobie cechy kamienicy i bloku mieszkaniowego. Reprezentuje tendencje neomodernistyczne, ocierając się niemal o stylistykę brutalizmu. Biała fasada jest bardzo ekspresyjna, potraktowana na sposób rzeźbiarski, zwieńczona cofniętą górną kondygnacją z osłonami przeciwsłonecznymi.
W bezpośrednim sąsiedztwie powstał później Zaułek Piątkowski II, będący kontynuacją architektonicznych motywów Zaułku Piątkowskiego, a także kolejne realizacje mieszkaniowe czerpiące z ducha neomodernizmu. W pobliżu stoją też awangardowe modernistyczne domy studenckie Zbyszko i Jagienka.